# Storbergstjärnen (Älvdalens socken, Dalarna)
Storbergstjärnen är en sjö i Älvdalens kommun i Dalarna och ingår i Dalälvens huvudavrinningsområde.